# Scipion Rousselot
Scipion Rousselot (* 20. Juli 1804 in Nîmes; † 1880) war ein französischer Violoncellist und Komponist.

## Leben
Rousselot studierte am Pariser Konservatorium bei Charles-Nicolas Baudiot (Violoncello) und Anton Reicha (Komposition). 1823 wurde er mit dem ersten Preis des Konservatoriums ausgezeichnet, am 9. Februar 1834 gelangte durch das Orchester des Konservatoriums eine Sinfonie von ihm zur Aufführung.
1844 oder 1845 übersiedelte Rousselot nach London und wurde Cellist in der Musical Union von John Ella. Als Thomas Massa Alsager 1845 die Beethoven Quartet Society gründete, deren erstes Konzert am 28. April 1845 stattfand, gehörte er zu den mitwirkenden Interpreten. Nachdem Alsager am 15. November 1846 gestorben war, übernahm Rousselot 1847 selbst den Vorsitz des Vereins und leitete ihn bis zu seiner Auflösung 1851. 1846 gab er in London auch die Streichquartette von Ludwig van Beethoven heraus. 
1852 kehrte er nach Paris zurück.

## Familie
Scipion Rousselot war der Bruder des Hornisten Joseph-François Rousselot (*  6. Februar 1803 in  Nîmes; † 4. September 1880 in Argenteuil).

## Werke (Auswahl)
- Drei Streichquartette op. 6
- Drei Streichquartette op. 10
- Quintett A-Dur für zwei Violinen, Viola, Violoncello und Kontrabass op. 14, Paris: Heu 1836
- Streichquartett B-Dur op. 25
- 1ière Sinfonie dramatique Es-Dur op. 27, Paris: Richault 1838
- Septett Es-Dur für Oboe, Horn, Fagott, Violine, Violoncello, Kontrabass und Klavier op. 28, gewidmet „à son ami Liszt“